# حسین مرتضوی زنجانی
سیدحسین مرتضوی زنجانی مقام پیشین قوه قضائیه جمهوری اسلامی ایران است. او در زمان اعدام دسته‌جمعی زندانیان عقیدتی سیاسی ایران در تابستان ۱۳۶۷، رئیس زندان اوین بوده‌است. او در سلسله جلساتی که سال ۱۴۰۲ در یک اتاق کلاب‌هاوس برگزار شد، حضور یافته و ضمن بازگو کردن خاطراتی از دوران فعالیتش در زندان‌های جمهوری اسلامی، به پرسش‌های حاضران پاسخ داد.

## پیش از انقلاب ۵۷
حسین مرتضوی در سال ۱۳۴۸ وارد حوزه‌های علمیه مشهد شد و در درس‌های تقسیر قرآن سید علی خامنه‌ای نیز شرکت کرد. پیش از انقلاب ۵۷ چندین مرتبه دستگیر شد و مدتی در زندان اوین محبوس بود. در درون و بیرون از زندان با چهره‌هایی آشنا شد که بعداً از مقام‌های بلندپایه جمهوری اسلامی ایران به ویژه مقام‌های امنیتی و قضایی شدند.

## پس از انقلاب ۵۷
در سال ۱۳۶۰، پس از فراخوانی برای جمعی از طلبه‌های قم برای کار فرهنگی در زندان‌های جمهوری اسلامی — یا به اعتقاد برخی از زندانیان پیشین، پروژه تواب‌سازی — مرتضوی زنجانی وارد زندان اوین شد، اما اولین حضورش در اوین یکی دو هفته بیشتر طول نکشید. به دلیل فضای موجود در اوین، پس از چند روز اوین را ترک می‌کند، ولی چند ماه بعد با عنوان مسئول فرهنگی زندان‌ به اوین بازمی‌گردد.
او از سال ۱۳۶۲ تا سال ۱۳۶۵ رئیس زندان گوهردشت و از سال ۱۳۶۵ تا سال ۱۳۶۷ رئیس زندان اوین بود. از او به عنوان سومین رئیس زندان اوین پس از محمد کچویی و اسدالله لاجوری نام برده می‌شود. در مجموع در سال‌های ۱۳۶۰ تا ۱۳۶۷ در زندان‌های اوین تهران و گوهردشت کرج فعالیت می‌کرد.
در دادگاه حمید نوری، نام مرتضوی از سوی شاهدان مطرح شده‌است و این مسئله در بند ۴۴۳ حکم دادگاه حمید نوری نیز درج شده و به نقل از «مرزهای ناشناخته بین مرگ و زندگی»، خاطرات جعفر یعقوبی، از جان‌به‌دربردگان اعدام‌های سال ۶۷ آمده است که مرتضوی از عاملان فعال اعدام‌ها بوده‌است. شماری از چپ‌گرایان که وبگاه «آزادی بیان» را در دست دارند، حضور مرتضوی را در جلسات هیئت مرگ گزارش داده‌اند.
بعد از پایان ریاست زندان اوین به دلیل نزدیکی با محمدعلی زم به حوزه هنری انقلاب اسلامی، نهادی زیرمجموعهٔ سازمان تبلیغات اسلامی، رفت و مدتی معاونت فرهنگی اجتماعی شهرداری تهران را بر عهده داشت.
او در انتخابات مجلس ششم نامزد و صلاحیتش تأیید شد؛ در انتخابات مجلس هفتم هم شرکت کرد و ابتدا رد صلاحیت و سپس با حکم رهبر تأیید شد ولی در هیچ‌کدام از انتخابات‌های مجلس از حوزه زنجان رای نیاورد. حسین مرتضوی از مدافعان میرحسین موسوی و از مسئولان ستاد انتخاباتی او در انتخابات ۱۳۸۸ بوده‌است. و به گفته ایرج مصداقی، او در حال حاضر دارای دو شرکت تبلیغاتی در تهران و زنجان است.
حسین مرتضوی از جمعه ۵ خرداد ۱۴۰۲ چند روز پیاپی در شبکه اجتماعی کلاب‌هاوس حاضر شد و به سؤال‌ها دربارهٔ اعدام‌های ۱۳۶۷ پاسخ داد. او تنها مقام جمهوری اسلامی است که بعد از حسینعلی منتظری، از اعدام‌های گروهی انتقاد می‌کند. اظهارات او در کلاب‌هاوس واکنش‌های گسترده‌ای به ویژه از سوی فعالان حقوق بشر و زندانیان سیاسی پیشین داشته‌است.

## خاطرات از زندان
به گفته او در همان روزهای اول حضورش در زندان اوین، به دلیل ازدحام زندانیان، «جا برای راه رفتن» نبود و اکثریت زندانیان را جوانان تشکیل می‌دادند و مأموران زندان شب‌های چهارشنبه «به نیت» افرادی که در جریان بمب‌گذاری در دفتر حزب جمهوری اسلامی کشته شدند، هواداران سازمان مجاهدین خلق را تیرباران می‌کردند.
او می‌گوید که یک روز خودش شخصاً با علی گلزاده غفوری تماس می‌گیرد و می‌گوید که این منتقد جمهوری اسلامی می‌تواند با دخترش، مریم گلزاده غفوری که در آن زمان با اتهام‌های سیاسی در زندان اوین محبوس بوده، ملاقات کند. مرتضوی زنجانی می‌گوید که وقتی مریم گلزاده غفوری او را در زندان دید، در مورد او صفت «جلاد خمینی» را به کار برد.
او مدعی است که از اعدام برخی از زندانیان مطلع نبوده؛ به عنوان نمونه مدعی است که پیش از اعدام فتح‌الله امید نجف‌آبادی، روحانی و نماینده دوره نخست مجلس شورای اسلامی، در سال ۱۳۶۷ از اعدام او مطلع نبوده‌است. او با تأیید تجاوز جنسی به زندانی سیاسی دختر محکوم به اعدام، می‌گوید «برخی از قضات شرع معتقد بودند اینها نباید دختر از دنیا بروند. این یک واقعیتی است و در برخی جاها عمل می‌شد.»